# Hedvig Catharina De la Gardie
Hedvig Catharina De la Gardie (Stoccolma, 20 maggio 1732 – Stoccolma, 24 aprile 1800) è stata una nobildonna svedese di discendenze francesi della famiglia De la Gardie. Era la figlia del generale e statista Magnus Julius De la Gardie e della salottiera politica Hedvig Catharina Lillie, e sorella della scienziata Eva Ekeblad.

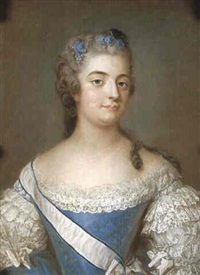
Hedvig Catharina von Fersen

Sposò Axel von Fersen il Vecchio nel 1752 ed ebbe da lui quattro figli:
1. Hedvig Eleonora von Fersen, sposò il barone Ture Leonard Klinckowström (1753–1792)
2. Hans Axel von Fersen (1755–1810)
3. Sophie von Fersen, sposò il conte Adolf Ludvig Piper (1757–1816)
4. Fabian Reinhold von Fersen (1762–1818)

Hedvig Catharina era erede del Castello di Löfstad ed il suo matrimonio rafforzata la posizione sociale e politica del suo consorte. Nel decennio 1760, il principe ereditario (il futuro Gustavo III di Svezia), si diceva fosse innamorato di lei. Nel 1764, Il principe Gustavo aveva l'abitudine di camminare sul tetto a terrazza del Palazzo Reale poiché voleva stabilire un contatto con lei e vederla quando lei stessa si mostrava sul tetto del Palazzo Fersen ogni giorno alle quattro; le inviò dei fiori e chiese degli incontri nel parco del Palazzo di Karlberg. Non è probabile che il rapporto sia andato oltre ciò; l'atteggiamento di Hedvig all'interessamento fu descritta come "un po' divertito, un po' abbastanza sprezzante". Dopo il 1772, quando suo marito fu creato riksråd (consigliere di stato), fu nota a corte come riksrådinna, l'equivalente femminile, e quindi dato uno status elevato. È stata descritta come un'amica intima di Gustavo III durante i suoi primi anni di regno: apparteneva alla cerchia intima dei suoi confidenti, con cui rimaneva fino a tarda notte a discutere, ed egli la trovava intelligente e colta. Durante le sue riforme culturali, quali la sostituzione del francese con la svedese nella vita culturale, come nella lirica ed a teatro, ella fu una a cui chiese consiglio; alla première dell'opera in lingua svedese Zaire (1774), fu l'unica delle donne alla corte a contraddirlo in merito alla sua riforma dicendo che la parola svedese "tesoro" era inferiore al suo equivalente francese.
Hedvig fece ricostruire la chiesa di Ljung nel 1796, a cui donò una collezione di monete storiche, che sono ancora conservate lì. Divenne vedova nel 1794 e morì a Stoccolma nel 1800, venendo sepolta in quella stessa chiesa.